# レストラン サンパウ
レストラン サンパウ（Restaurante Sant Pau）は、1988年から2018年までスペイン・カタルーニャ州バルセロナ県サン・ポル・ダ・マールにあったレストラン。カルメ・ルスカイェーダがシェフ長を務めていた。2004年からは日本・東京都に東京店が営業中である。

## 歴史

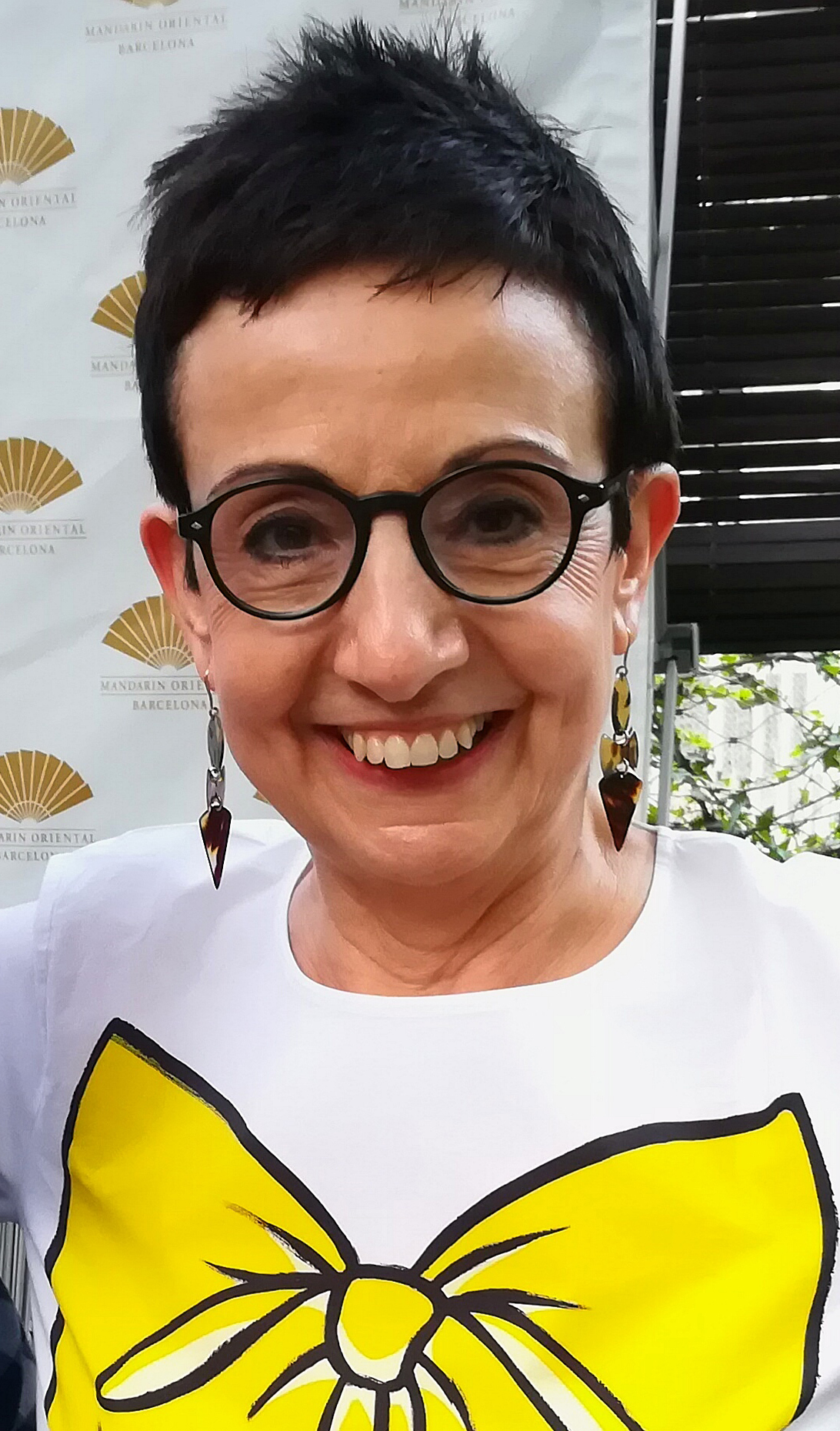
オーナーシェフのカルメ・ルスカイェーダ

### 本店（閉店）
1952年にカタルーニャ地方に生まれたカルメ・ルスカイェーダは、実家の食料品店「ルスカイェーダ」で商品取引や豚肉の加工技術などを学んだことはあるが、料理学校やレストランなどで調理技術を修行した経験はない。ルスカリェーダは夫とともに食料品店をデリカテッセン販売店に変化させ、1988年7月にレストラン サンパウを開店させた。
開店当初は集客に苦労していたが、1990年（1991年版）には初めてミシュランガイドの1つ星を獲得した。1996年（1997年版）にはミシュランガイドで2つ星に昇格し、世界中から注目を集めた。2009年、ミシュランガイドで3つ星を獲得した。カルメ・ルスカイェーダはスペインで初めて3つ星を獲得した女性料理人となった。2008年にはルスカイェーダがカタルーニャ州政府からサン・ジョルディ十字勲章を授与された。
2018年10月27日をもって、サン・ポル・ダ・マールのレストラン サンパウが閉店した。

### 東京店
2004年3月、日本の東京都中央区日本橋のコレド日本橋にレストラン サンパウ東京が開店した。2007年にはレストラン サンパウ東京がミシュランガイドで2つ星を獲得した。
2007年頃にスペインのミゲル・トーレス社のミゲル・トーレス社長が日本を訪れた際には、レストラン サンパウ東京で日本人ソムリエの佐藤陽一と対談した。日本を訪れるスペインの著名人も多く訪れている。オリーブオイル、調味料、アンチョビなどはスペインから輸入している一方で、肉類や魚類は基本的に日本産の素材を使用している。
2019年3月28日、東京都千代田区平河町のザ・キタノホテル 東京に移転した。

## 評価
ミシュランガイド
- 「サンパウ」
  - 1991年版-1996年版 1つ星
  - 1997年版-2005年版 2つ星
  - 2006年版-2016年版 3つ星

- 「サンパウ東京」
  - 2008年版-2011年版 2つ星
  - 2012年版-2013年版 1つ星
  - 2014年版-2016年版 2つ星